# 巴倫廷·卡爾博尼
巴伦廷·卡尔博尼（西班牙語：Valentín Carboni；2005年3月5日—）是阿根廷職業足球員，現效力於意甲球隊熱拿亞 (國際米蘭外借)，阿根廷國家足球隊成員，司職進攻中場。

## 俱樂部生涯
2019年卡爾博尼加入義大利第三級球隊卡塔尼亞足球俱樂部的青訓營。2020年，他加入義甲國際米蘭青訓營。
卡爾博尼在2022年10月1日完成職業生涯初登場，在聯賽1-2敗給羅馬體育俱樂部的比賽中，他在第88分鐘替補费代里科·迪马尔科上場。

## 外部連結
- Soccerway資料庫：巴倫廷·卡爾博尼